# Aleutski jezik
Aleutski jezik (unangan, unangany, unanghan; ISO 639-3: ale), jezik Aleuta s Aleutskog otočja, kojim govori 300 osoba (Krauss 1995.) u SAD-u i 190 (K. Matsumura 2002.) u Rusiji; prema ruskom popisu 175 (2002.). U Rusiji se govori na Beringovom otoku u Komandorskim otocima, gdje su između 1820. i 1840. preseljeni s ostalih otoka. U SAD-u na otocima Atka, Pribilof i poluotoku Aljaska.
Postoje dva dijalekta, zapadnoaleutski (Atka, Attu), istočnoaleutski (Unalaska, Pribilof). Dva sela na Komandorskim otocima jedno na otoku Medni (о́стров Ме́дный) gdje su u ranom 20. stoljeću došli s otoka Attu. Drugo je na Beringovom otoku, Nikoljsko.

## Vanjske poveznice
- Ethnologue (14th)
- Ethnologue (15th)